# 航行

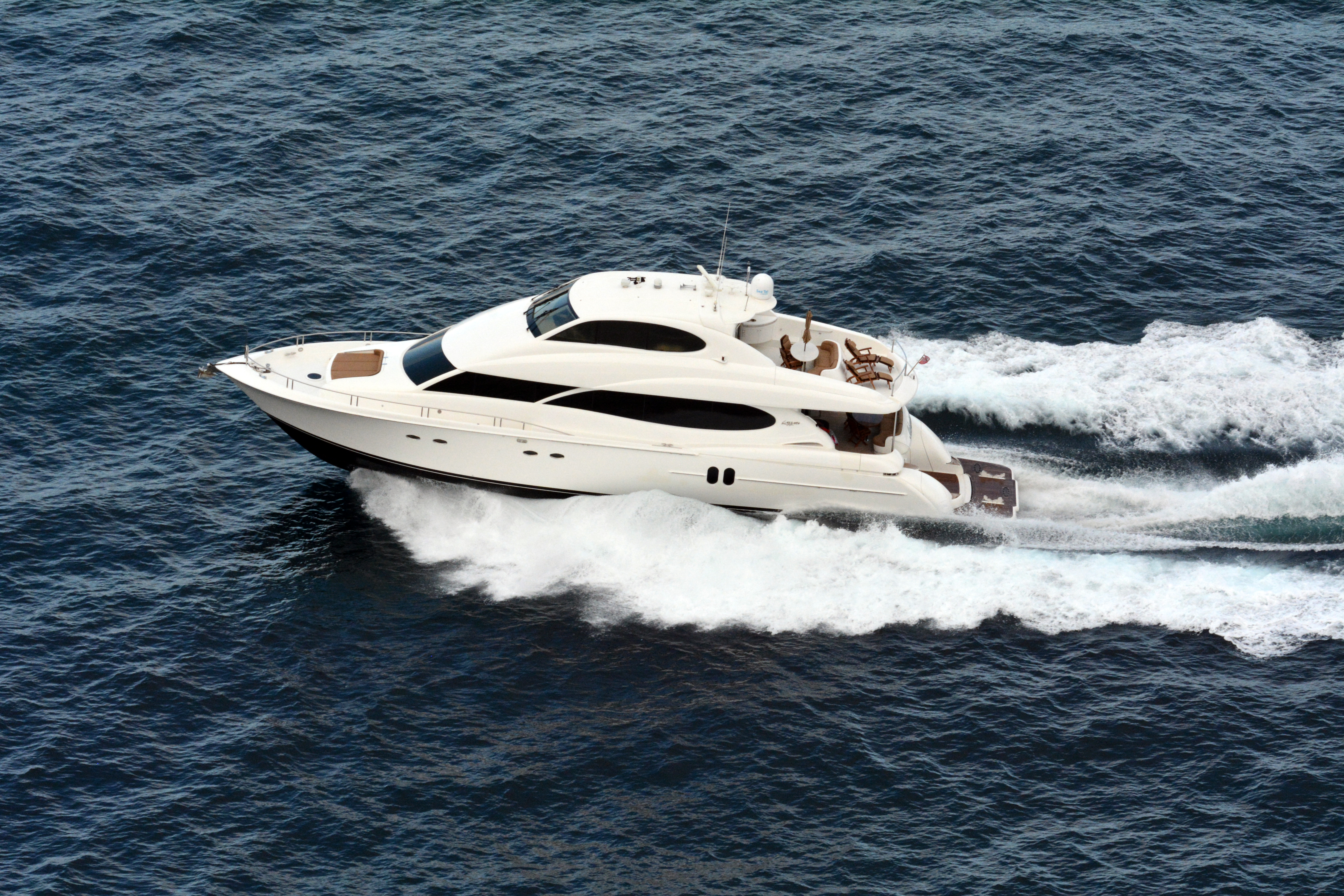
在海中高速航行的游艇

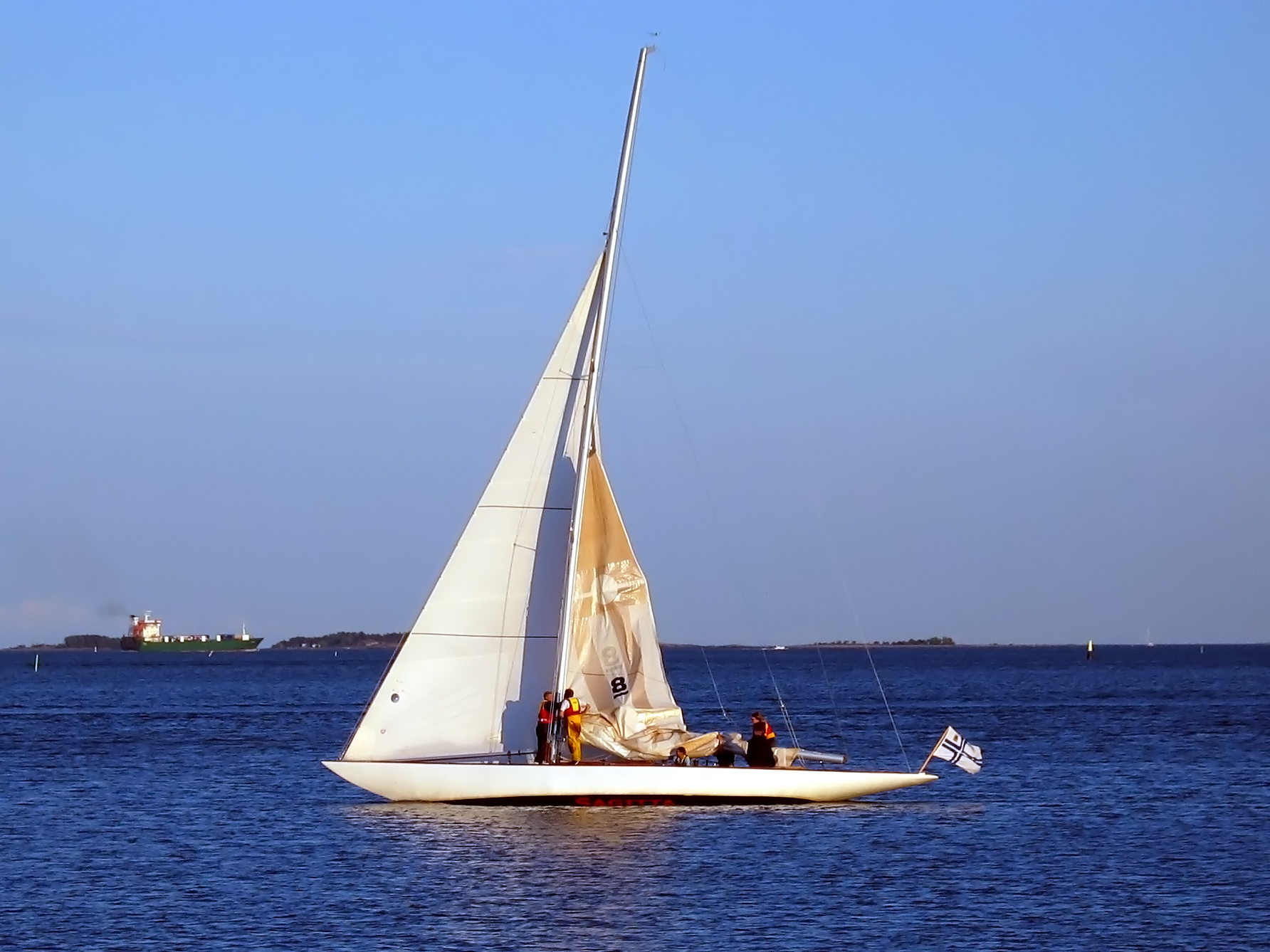
帆船航行

航行（cruising）广义上指人類使用水面载具（船或艇）作为交通工具來從事长时间的水上活動，可用于运输、捕捞、科研观测或军事部署，但现在通常专指用于休闲度假的水上旅行。从古代到近代，长时间的水面航行大多使用風力驱动（或部分驱动）的帆船和桨帆船，称作帆航（sailing），现在只用于休闲和竞技。大部分现代航行都使用輪機工程驱动的轮船完成。
以水面航行方式进行的客运和货运统称航运，在海洋上进行的航行称作航海，能够让船舶顺利航行通过的水体或水道称为航道。预先计划的航行路线称作航路或航线，现时的航行方向称作航向，用操控舵、帆和各种定位手段来控制航向与航路一致则称为导航，帮助船舶进行导航的参照物称为航标。